# Oskar Münsterberg
Oskar Münsterberg, född den 23 juli 1865 i Danzig, död den 12 april 1920 i Berlin, var en tysk förläggare och konsthistorisk författare. Han var bror till Hugo Münsterberg.
Münsterberg, som blev filosofie doktor 1896 på avhandlingen Japans auswärtiger Handel von 1542 bis 1854, ägde betydande kunskaper i östasiatiska förhållanden, och utgav bland annat Die Reform Chinas. Ein historisch-politischer und volkswirtschaftlicher Beitrag zur Kenntnis Ostasiens (1895), Die japanische Kunst und das japanische Land (1896), Japanische Kunstgeschichte (3 band, 1904-07), Japans Kunst (1908) och Chinesische Kunstgeschichte (band I 1910, band II 1911).